# Colin Gubbins
Colin McVean Gubbins (Tokio, 2 juli 1896 – Steòrnabhagh, 11 februari 1976) was de drijvende kracht achter de Special Operations Executive (SOE) in de Tweede Wereldoorlog.
Gubbins was ook verantwoordelijk voor het opzetten van de uiterst geheime Auxiliary Units, een commando-eenheid geconcentreerd rond de British Home Guard, die op de flanken moest opereren en achter de Duitse linies in het geval het Verenigd Koninkrijk mocht worden ingenomen tijdens Operatie Seelöwe, de door de nazi’s geplande invasie.

## Jeugd
Colin Gubbins is geboren in Japan, waar zijn vader, John Harington Gubbins (1852–1929), diplomaat was op het Brits consulaat. Zijn moeder heette Helen Brodie McVean. Als kleuter woonde Gubbins bij zijn grootouders, in Killiemore House op het eiland Mull. Hij ging in Normanton (West Yorkshire) naar de Normanton Grammar School. De middelbare school vervolgde hij in zuidwest Engeland, aan het Cheltenham College in Cheltenham. Met zijn diploma van die school werd hij toegelaten aan de Royal Military Academy in Woolwich.

## Militair

### Eerste Wereldoorlog
In 1914 werd hij ingedeeld bij de Royal Field Artillery, een artillerie-eenheid van het British Army. En bij het uitbreken van de oorlog zat hij in Heidelberg voor een cursus Duits, zodat hij snel maar omzichtig terug moest reizen door oorlogsgebied. Via België bereikte hij Dover, de dag voordat het Verenigd Koninkrijk aan de strijd ging deelnemen. Later diende Gubbins als batterijofficier aan het Westfront – aanvankelijk bij 126th Battery, onderdeel van III Corps. Zijn eerste wapenfeit was op 22 mei 1915 in de Tweede Slag om Ieper. Op 9 juni werd hij gepromoveerd tot luitenant.
Zijn Military Cross verdiende hij door tijdens de Slag aan de Somme een reddingsactie op te zetten en het leven van zijn manschappen te redden, die waren bedolven na een voltreffer op hun kanon. Zelf raakte hij op 7 oktober 1916 gewond door een kogel in zijn nek, waarvan hij volledig herstelde. En in de lente van het volgende jaar zette hij zich weer in tijdens de Slag bij Arras. In de winter van 1917 ervoer Gubbins echter de effecten van mosterdgas. Zijn promotie tot kapitein liet tot 1918 op zich wachten. In die rol was hij in maart betrokken bij de Slag bij Saint-Quentin. Kort daarna werd hij met loopgravenkoorts van het front afgevoerd.

### Interbellum
Rusland
In 1919 trad Gubbins toe tot de staf van generaal Sir Edmund Ironside in de Noord-Rusland Campagne tegen de bolsjewieken, als zijn adjudant in Moermansk. Zij werkten samen met generaal Anton Denikin. Hij moest daar – mede in opdracht van Stewart Menzies, een luitenant-kolonel van SIS – een netwerk van geheimagenten opzetten.
Ierland
Tijdens de Ierse Onafhankelijkheidsoorlog was hij ingedeeld bij de 47th Battery in Kildare. Gubbins behoorde tot de inlichtingendienst. In 1920 nam hij deel aan een driedaagse cursus guerrillatactieken georganiseerd door zijn hoofdkwartier. Na zijn promotie tot brigade-majoor leverde hij artilleriegranaten aan het leger van de Ierse Vrijstaat voor de  aanval van 28 juni 1922 op de in handen van de IRA zijnde Dublin Four Courts. Gubbins stelde in augustus schoorvoetend een affuit met zes zwarte paarden beschikbaar voor de begrafenis van ex-IRA-leider en minister Michael Collins, die vermoord was. Vanaf oktober werd Gubbins weer in Engeland gestationeerd.
De ervaringen die hij had opgedaan in de Russische Burgeroorlog en in de Ierse Onafhankelijkheidsoorlog, hadden voor de rest van zijn leven zijn interesse gewekt voor irregular warfare. Een van de lessen die hij had geleerd, was het belang van op de vijand buitgemaakte documenten; in Ierland hadden die de veiligheidsdiensten voorzien van een schat aan inlichtingen over de IRA.
India en War Office
Tussen 1922 en 1938 diende Gubbins bij signals intelligence op het hoofdkwartier in India, als stafofficier in de Rusland-sectie van het War Office en bij de beleidsafdeling van het Directoraat Militaire Training. Onderwijl was hem de rang brevet majoor toegekend.
MI(R)
Nadat het Verdrag van München was gesloten, werd Gubbins naar Sudetenland gestuurd als militair lid van de Internationale Commissie. In april 1939 vervoegde hij zich bij GS(R) – later MI(R) – inmiddels met de titel brevet luitenant-kolonel. Met collegae van deze afdeling schreef hij drie handboeken over tactieken in irregular warfare voor verzetsbewegingen, die tijdens de oorlog in bezet Europa zijn gedropt. In Warschau besprak hij de mogelijkheden tot sabotage en subversieve activiteiten.

### Tweede Wereldoorlog
Polen
Tijdens de mobilisatie in augustus 1939 werd Gubbins benoemd tot Chef Staf van de militaire missie naar Polen, geleid door Adrian Carton de Wiart. Gubbins arriveerde op 3 september in Warschau met enkele medewerkers van een contingent van MI(R), luttele uren na de Britse oorlogsverklaring. Na een paar dagen is de missie noodgedwongen afgebroken, ten gevolge van de snel verslechterende situatie. Zes weken later staken zij van achter de Duitse linies de grens naar Roemenië over en zochten via de Balkan hun weg naar de Middellandse Zee. Gubbins en Carton de Wiart behoorden tot de eersten die rapport uitbrachten over de effectiviteit van de Duitse Panzertactieken. In augustus hadden Gubbins en Menzies overigens de SS in Polen een Enigma-machine afhandig weten te maken en zij hadden deze naar de Government Code and Cipher School op Bletchley Park gebracht.
Noorwegen
Als hoofd van de missie bij de Tsjechische en Poolse troepen die onder Frans commando stonden, toog Gubbins in oktober naar Parijs. In maart 1940 keerde hij van deze missie terug, omdat hem werd opgedragen de Independent Companies (Onafhankelijke Compagnies) te gaan formeren, voorloper van de Britse Commando's. Bij verschillende acties in Nordland gaf hij tijdens de Noorse Campagne zelf leiding aan deze ‘onervaren’ compagnies. Ondanks de zware belasting die hij zijn troepen oplegde, bewees hij zich als een gedegen commandant. Tijdens de operaties rond Bodø nam hij de leiding over de 24th (Guards) Infantry Brigade. Voor deze verdiensten is Gubbins onderscheiden met de Distinguished Service Order.
Auxiliary Units

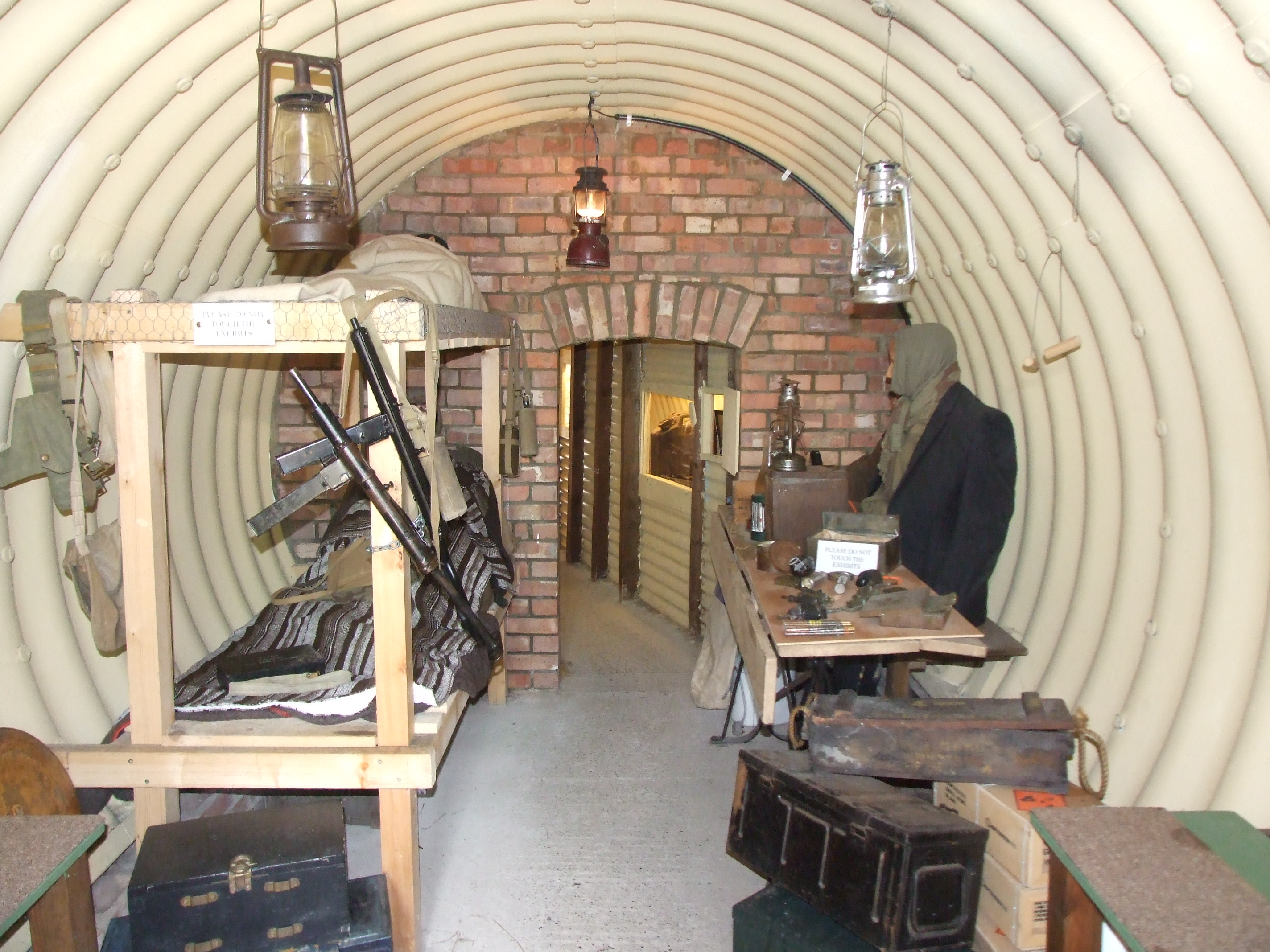
Reconstructie van een van de meer dan 400 operationele bases van de Auxiliary Units, zoals die werden gebouwd door de Royal Engineers

De commandant over alle troepen in de Noorse Campagne, Claude Auchinleck, droeg Gubbins voor als divisiecommandant. Maar hij bleef bij kolonel Hollands MI(R) en werd belast met het formeren van geheime eenheden met de misleidende naam Auxiliary Units (Hulpeenheden), commando-eenheden opgezet rond de British Home Guard, die tijdens een eventuele Duitse invasie achter de linies zouden moeten blijven (stay-behind). De eenheden waren onafhankelijk van elkaar opererende cellen, die Gubbins had verdeeld over 20 sectoren, verspreid over het hele land. De kern van elke cel bestond uit twee officieren en tien militairen, waar zorgvuldig geselecteerde lokale mensen omheen werden gegroepeerd. Hun taak was sabotage en andere verzetsactiviteiten te ontplooien, zodra nazi-troepen concreet voet aan de grond kregen; die acties waren met name gericht op het laten ontsporen van de bevoorradingstroepen, die in Frankrijk en de Lage Landen ongehinderd direct achter de stoottroepen hadden kunnen optrekken. Gubbins zette hiervoor diverse manschappen uit de Independent Companies in, die hij kende uit de Noorse Campagne. Naast de reguliere militairen, die generaal Ironside verstrekte, werden ongeveer 3500 mensen getraind voor de Auxiliary Units.
SOE
Op verzoek van Hugh Dalton, minister van  Economische Oorlogsvoering, werd Gubbins in november – met de rang brigadier – gedetacheerd bij de Special Operations Executive (SOE). Deze organisatie was opgericht om "alle acties door middel van sabotage en subversieve activiteiten jegens de overzeese vijand te coördineren". Mogelijk had Menzies, inmiddels hoofd van SIS, Gubbins’ naam in deze genoemd. In ieder geval was Gubbins met zijn ervaring uitermate goed gekwalificeerd voor het uitbouwen van SOE en het opzetten van trainingsfaciliteiten. Dit moest echter gebeuren op basis van procedures die de Admiraliteit van Engeland en het Air Ministry (Ministerie van Luchtmacht) goedkeurden en hij diende soepel samen te werken met de Generale Planningstaf.
Het kostte enkele maanden om de organisatie operationeel te krijgen; ‘tegenwerking’ en een tekort aan vliegtuigen en piloten na de Slag om Engeland waren daar mede debet aan. Vanaf februari 1941 tot het eind van de oorlog werden met wisselend succes agenten en materieel voor de verzetsbewegingen op het Europese continent gedropt. Enerzijds wisten SOE-agenten in Frankrijk veel belangrijke informatie door te seinen en sabotage te plegen, in Griekenland Operatie Harling en Operatie Animal uit te voeren en kon via agent Einar Skinnarland een reeks operaties in Noorwegen worden uitgerold –  respectievelijk, Operatie Grouse, Operatie Freshman en Operatie Gunnerside – om de productie van zwaar water in de waterkrachtcentrale in Vemork te saboteren; bovendien leverde SOE veel mensen voor Operatie Overlord en Operatie Jedburgh. Anderzijds kostte het clandestiene werk veel agenten uiteindelijk het leven, vaak na gevangenschap en marteling. Aanvankelijk werden, bijvoorbeeld, radiotelegrafisten na gemiddeld zes weken uitgepeild en opgepakt. Het Englandspiel is hier wellicht het navrantste voorbeeld van.
Het door Gubbins op 25 april 1942 gepresenteerde Plan Holland, dat samen met de aanval op Dieppe onderdeel uitmaakte van de misleidingsactie operatie Sledgehammer, liep door het Englandspiel op een fiasco uit. Onduidelijk blijft vanaf welk moment Gubbins wist dat zijn organisatie in Nederland was geïnfiltreerd en opgerold. Leo Marks had begin 1943 in een memorandum zijn overtuiging kenbaar gemaakt, dat berichten uit Nederland werden verzonden door Duitsers of door agenten die waren overgelopen. Hij moest zich hiervoor in februari bij Gubbins verantwoorden. Aan het eind van dit onderhoud voegde Gubbins hem toe: “Mr. Marks, hier mag u met niemand van de SOE over spreken. Onder geen enkele omstandigheid! Behalve met mij.”
Het comité van de inlichtingendiensten (Joint Intelligence Committee), het Britse hoofdkwartier in het Midden-Oosten en het ministerie van Buitenlandse Zaken stuurden er in september 1943 op aan dat SOE niet langer autonoom zou opereren. Roundell Palmer, de opvolger van Dalton, kon echter niet voorkomen dat de missies van SOE vervolgens onder stafkamerofficieren werden geplaatst. Hoewel Gubbins het nieuwe hoofd was, stond de positie van SOE onder druk; de onthulling van het Englandspiel deed de organisatie begin 1944 verder wankelen. Maar Churchill hield zijn gekoesterde "Geheime Leger" gedurende zijn ambtsperiode overeind. En naderhand is het door SOE ondersteunde georganiseerd verzet in Europa effectiever gebleken dan het ministerie aan Whitehall meende.

## Burgerleven
Toen SOE in 1946 grotendeels werd opgeheven, kon het ministerie Gubbins geen geschikte functie aanbieden. En ook SIS wilde geen gebruik maken van zijn diensten. Na zijn pensionering werd hij directeur van tapijt- en textielfabriek Lawrence R. Hafstead. Hij bleef echter contact houden met mensen in de bevrijde landen waarin SOE een rol had gespeeld; dientengevolge nodigde prins Bernhard hem uit aan te schuiven bij de Bilderberggroep. Daarnaast was hij adviseur van de United States Atomic Energy Commission en ondersteunde hij de mede door hem opgerichte Special Forces Club.

## Privé
Gubbins huwde twee maal en scheidde tijdens de Tweede Wereldoorlog. Zijn oudste zoon, Michael, werkte voor SOE als instructeur op commandotrainingschool STS21 – Arisaig House in Arisaig; hij sneuvelde in 1944 tijdens de landing bij Anzio.

## Biografie
Over Gubbins en de SOE is door zijn voormalig ondergeschikten Peter Wilkinson en Joan Bright Astley een boek geschreven, dat als zijn biografie zou kunnen worden beschouwd. Daarnaast beschrijft Marks hem herhaaldelijk in zijn werk over de codemakersafdeling. Ook komt hij uitgebreid aan bod in de monografie van Foot over SOE.

## Onderscheidingen
Orde van Sint-Michaël en Sint-George

  Distinguished Service Order

 Military Cross

 Britse Oorlogsmedaille

 1914-15 Ster

 Overwinningsmedaille (Verenigd Koninkrijk)

 Belgisch Oorlogskruis WO-I

 Grootofficier in de Orde van Leopold

 Grootofficier in de Orde van Oranje-Nassau

 Officier de la Légion d'honneur (Officier in het Legioen van Eer) (Frankrijk)

 Commandeur in het Legion of Merit van Amerika

 Commandeur in de Orde van Sint-Olaf (Noorwegen)

 Orde Polonia Restituta (Polen)

 Commandeur in de Orde van de Dannebrog (Denemarken)

 Commandeur in de Orde van de Witte Leeuw (Tsjechoslowakije)

- Gemeinsame Normdatei: 119286238
- International Standard Name Identifier: 0000 0000 5877 1351
- Library of Congress Control Number: n2015039146
- Nationale Bibliotheek van Tsjechië: jn20000602713
- Nationale Bibliotheek van Israël: 987007600343705171
- Système universitaire de documentation: 084570369
- Virtual International Authority File: 84026419
- WorldCat: E39PBJrm4XR4gCqtJkDHkrgqcP